# La grande
La Grande es la última novela del escritor argentino Juan Jose Saer, publicada póstumamente en octubre de 2005. Es la novela más extensa de su autor, a pesar de lo cual es un texto inconcluso, ya que Saer murió sin llegar a escribir el último capítulo.
La novela transcurre en los alrededores de la ciudad de Santa Fe (conocidos como la Zona en la narrativa de Saer) y sigue la vida de Nicolas Anoch (Nula) y un conjunto de personajes con quienes por distintas circunstancias tiene contacto durante 7 días consecutivos. En el transcurso de la novela, se relatan los sucesos que ocurren en estos siete días así como también eventos e historias ocurridas en el pasado donde se tratan temas tales como los movimientos literarios, aventuras amorosas, el periodo del gobierno militar, entre otros.

## Argumento
La novela empieza con el encuentro de Guillermo "Willi" Gutiérrez (de regreso en el país y en su ciudad, después de treinta años) y Nula para realizar una venta de vino. Con el transcurrir de la novela, tienen lugar encuentros entre Nula, Gutiérrez, Lucía, Tomatis, Soldi, Gabriela Barco, Riera, Escalante, entre otros, que motivan relatos de viejas historias cuyos protagonistas se repiten. En el caso de Gutiérrez, a medida que avanza la historia es posible saber que fue amante de Leonor Calcagno, esposa de Calcagno (ayudante de Mario Brando) y que planeó irse del país con ella aunque a último momento ella decidió no acompañarlo. Más adelante en el relato, aparece el personaje de Lucía quien a pesar de llevar el apellido Calcagno, sería hija en realidad de Gutiérrez y la esposa de Calcagno. El marido de Leonor Calcagno, reconocido profesor de derecho, fue mano derecha de Mario Brando, líder del movimiento precisionista y figura social y cultural así como tirano dentro de su propio movimiento. Brando es referido numerosas veces por ser un conocido en común para varios personajes y también por ser objeto de investigación para Soldi y Gabriela Barco (hija de Barco, presente en otras narraciones de Saer). Nula, además de recordar sus tiempos de estudiante, la historia de su familia venida de Medio Oriente, la muerte de su padre, sus infidelidades respecto a Diana (su esposa), cuenta de a tramos su historia con el doctor Riera y con Lucía, a quien conoce una tarde por azar y termina trenzandose en un triángulo amoroso con ella y su marido.

## Estilo
En La grande Saer realiza constantemente un análisis pormenorizado de los actos de cada uno de sus protagonistas, sobre esto dice Beatriz Sarlo: 

El tempo de La grande es lento, casi majestuoso. Los acontecimientos suceden de manera extensa, durante páginas y páginas. Toda narración se sostiene sobre la elipsis, sobre la supresión de lo que habría transcurrido entre un episodio y otro. La originalidad de un escritor se prueba, entre otros rasgos, por la elección de los episodios que cuenta y los que pasa por alto. En este punto, Saer fue siempre original porque eligió extenderse en la narración de acciones que, habitualmente, la ficción calla o simplemente menciona. Se puede escribir: "ella cosió el botón". Saer lo cuenta a lo largo de cuatro páginas. El efecto es sorprendente porque se resquebraja la jerarquía de actos a que nos acostumbra la literatura y lo que en las novelas "normales" sólo existe como paso de un episodio a otro, en las de Saer se convierte en una extensa planicie de movimientos sutiles. Hay un orden habitual del relato que Saer destruye alterando la duración de las partes. Así La grande se abre con una larga caminata bajo la lluvia, una caminata de dos kilómetros y setenta páginas. Un mocasín enterrado en el barro, las gotas que caen de un paraguas o la destreza con que un paisano eviscera un par de pescados reciben la misma atención que el encuentro de dos amigos que no se ven desde hace décadas. Saer construye la peripecia para que nos sea posible captar el tiempo y sentirlo en su densidad viscosa, así como en su contradictorio fluir.

Dice Jorge Monteleone al respecto: 

La escritura de La grande es literalmente una agonía literaria, en el sentido etimológico del término: una lucha, una pelea, menos contra la muerte que contra el tiempo. Toda vez que el término mortal es tan invariante como el género novelesco, el gran desafío de esta novela era
construir un monumento antagonista del tiempo en el cual el tiempo mismo se halle comprendido y también conjurado, como si la escritura literaria perteneciera a otra temporalidad diversa de la cotidiana. No deja de ser un hecho extraordinario que la proyectada desmesura del texto –para los habituales parámetros de las novelas de Saer– guarde una secreta pero directa relación con la resistencia y la voluntad doblegada del final de la escritura misma.

Durante gran parte de la novela, cada uno de sus personajes recuerda algún episodio (personalmente o refiriéndoselo a otra persona) y algunos de estos episodios son más adelante rememorados y extendidos, dándoles fin al mismo tiempo que los explica.
Sobre esto también escribe Monteleone:

De algún modo todos los personajes regresan al pasado, o el pasado interfiere o se entrelaza con su presente, que es el presente mismo de la
narración. Y aún en el entramado de todos los regresos, los puntos de vista de cada uno de los personajes de la novela –que van en su recuerdo
o en sus reminiscencias del día presente a los días pretéritos– iluminan oblicuamente la vuelta cualquiera de los otros, como si el conjunto fuera
una fuga de iluminaciones evocativas, al modo de un “diseño intrincado en el tejido del acontecer”.